# إميليو راشد
إميليو راشد هو سياسي أرجنتيني، ولد في 2 يونيو 1959 في روساريو في الأرجنتين. نشط حزبياً في الاتحاد المدني الراديكالي. وقد انتخب عضو مجلس الشيوخ الأرجنتيني ‏.